# Język fipa
Język fipa – język z rodziny bantu, używany w Zambii i Tanzanii. W 1971 roku liczba mówiących wynosiła ok. 78 tys.